# Strålningstryck

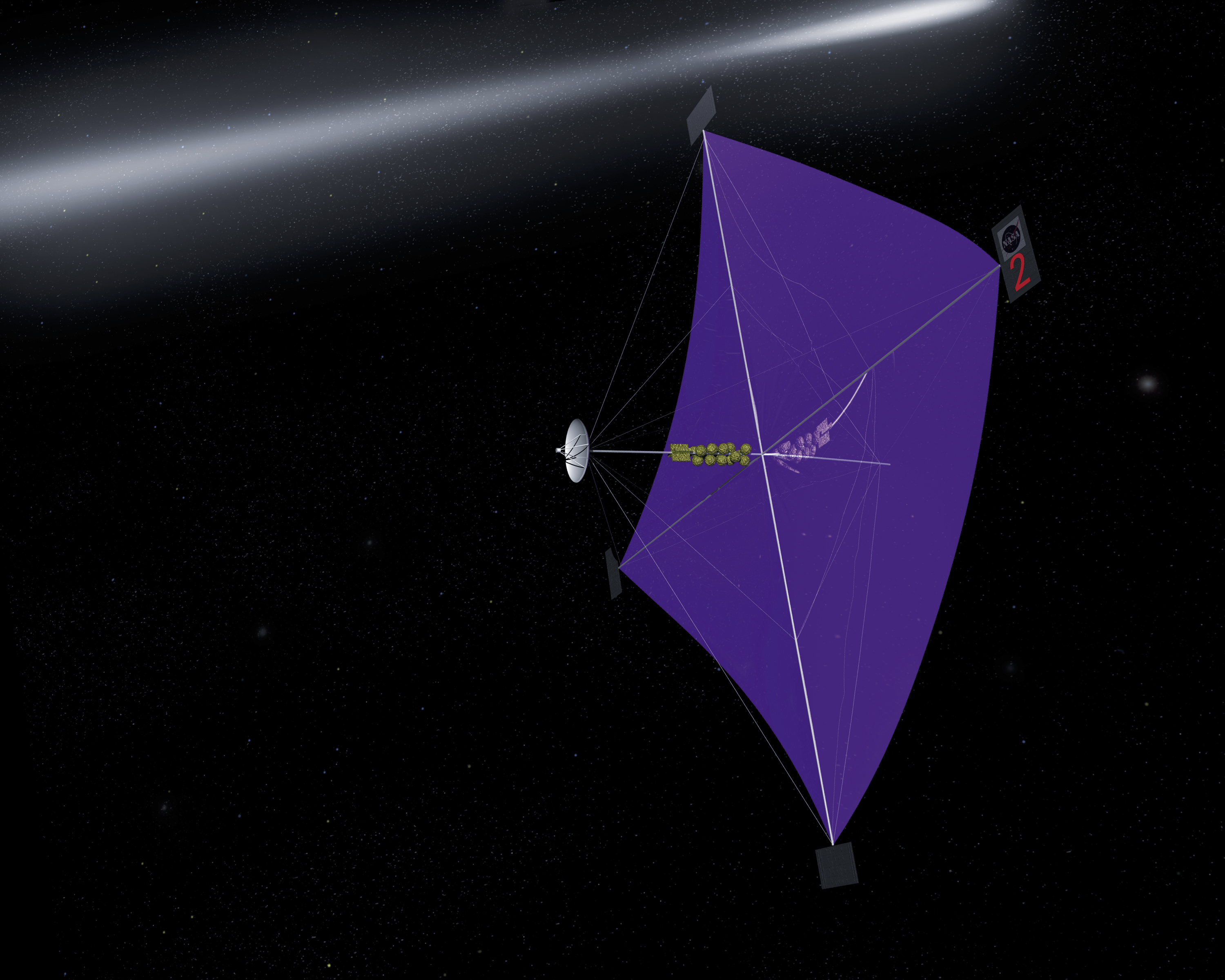
Ett solsegel drivs av strålningstryck från solens ljusstrålar.

Strålningstryck är trycket som utövas på en yta som utsätts för elektromagnetisk strålning. Om strålningen absorberas helt är trycket strålningsflödet delat med ljusets hastighet. Om strålningen reflekteras helt dubbleras trycket. Solens strålningflöde på Jorden är 1370 W/m², och därmed är strålningstrycket 4,6 µPa (absorberat).

## Upptäckt
Strålningstrycket förutsågs teoretiskt av James Clerk Maxwell 1871 och Adolfo Bartoli 1876, och påvisades experimentellt av Lebedev 1900 och av Nichols och Hull 1901. Trycket är mycket svagt men kan uppmätas genom att låta strålningen skina på en mycket tunn folie av reflekterande metall.
Ett sätt att uppleva strålningstryck är att utlösa en stark fotoblixt nära en blankpolerad stekpanna: den plötsliga tryckvågen från blixten får stekpannan att ringa, som om den hade slagits med ett hårt verktyg.